# Arenarba destitutella
Arenarba destitutella är en fjärilsart som beskrevs av Embrik Strand 1917. Arenarba destitutella ingår i släktet Arenarba och familjen nattflyn. Inga underarter finns listade i Catalogue of Life.